# ۷۱۵ (خورشیدی)
۷۱۵ هفتصد و پانزدهمین سال هجری خورشیدی است.